# Lista över orienteringsklubbar i Norge

## A
- Asker SK

## B
- Bodø og Omegn IF Orientering
- BSI Orientering
- Bækkelagets SK

## E
- Eiker OL

## F
- Fossum IF
- Fredrikstads SK
- Frol IL

## G
- Gimle IF

## H
- Halden Skiklubb
- Hamar OK
- Hedrum OL
- Hein OL
- IL Heming

## I
- Idd SPK
- Indre Östfold OK

## K
- Kongsberg O-lag
- Konnerud I.L.
- Kristiansand OK

## L
- Larvik OK
- Lierbygda O-lag
- Lillehammer OK
- Lillomarka O-lag
- Løten O-lag

## M
- Modum OL
- OK Moss

## N
- Notodden O-lag
- NTNUI
- Nydalens SK
- Norska OL

## O
- Oddersjaa SSK
- Oppsal IF

## P
- Porsgrunn OL

## R
- Raumar O-lag
- Ringerike O-lag

## S
- Sandefjord O-klubb
- Sarpsborg OL
- Skaukameratene OL
- Skien OK

## T
- Tistedalen FL
- Trøsken IL
- IL Tyrving
- OL Tønsberg

## V
- Varteig OL

## W
- Wing OK

## Å
- Ås-UMB Orientering

## Ø
- Østmarka OK